# 市庁駅 (大田広域市)
市庁駅（シチョンえき）は、大韓民国大田広域市西区屯山洞にある大田広域市都市鉄道公社1号線の駅である。駅番号は111。

## 歴史
- 2006年3月16日 - 1号線板岩 - 政府庁舎間開通に伴い開業。

## 駅構造
相対式ホーム2面2線の地下駅。出口は8番まである。
のりば
| 上り | ●1号線 | 板岩方面 |
| 下り | ●1号線 | 盤石方面 |

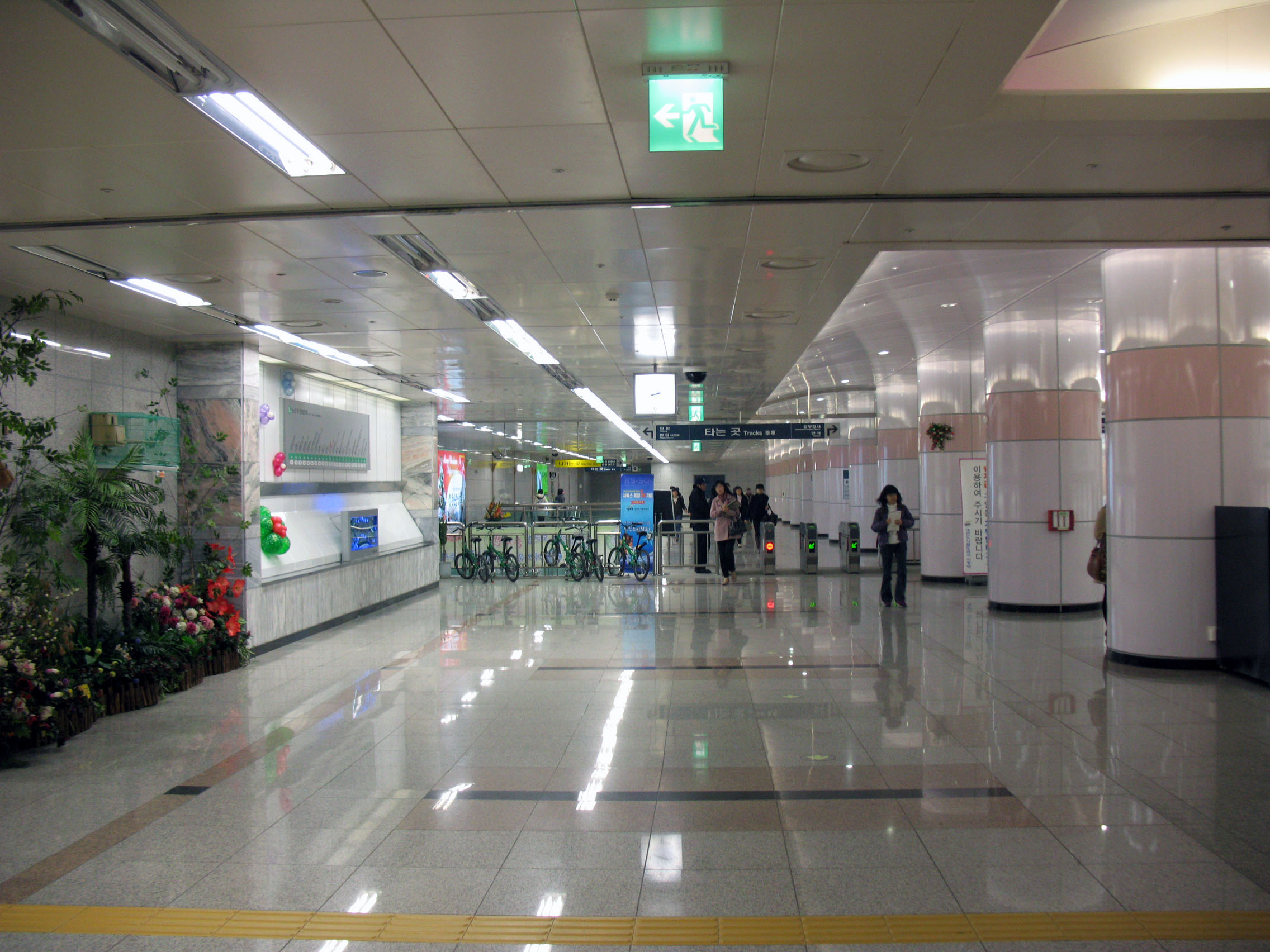
改札口

## 駅周辺
- 大田広域市庁 - 駅名の由来。
- 大田屯山郵便局
- 忠清地方郵政庁
- 屯山1,2洞行政福祉センター
- 大田地方法院
- 大田地方検察庁
- 特許法院
- 大田地方警察庁
- 大田雇用労動庁
- ホームプラス屯山店
- ギャラリア百貨店タイムワールド

## 隣の駅
大田広域市都市鉄道公社
●1号線
炭坊駅 (110) - 市庁駅 (111) - 政府庁舎駅 (112)